# Pia von Karthago
Die Heilige Pia von Karthago war eine frühchristliche Märtyrin und erlitt um 300 in Karthago, einem heutigen Vorort der Stadt Tunis, im nördlichen Tunesien, zusammen mit der Heiligen Picaria und 38 weiteren Christen das Martyrium, vermutlich durch Kreuzigung.
Der weibliche Vorname Pia stammt aus dem Lateinischen und bedeutet Die Fromme oder Die Pflichtgetreue.

## Gedenktag
Der Gedenktag der Heiligen Pia und Picaria ist der 19. Januar.
| Personendaten    | Personendaten            |
| ---------------- | ------------------------ |
| NAME             | Pia von Karthago         |
| KURZBESCHREIBUNG | frühchristliche Märtyrin |
| GEBURTSDATUM     | 3. Jahrhundert           |
| STERBEDATUM      | um 300                   |
| STERBEORT        | Karthago                 |